# Unteres Mittelrheingebiet
Unteres Mittelrheingebiet este o arie protejată (arie de protecție specială avifaunistică — SPA) din Germania întinsă pe o suprafață de 2.066 ha, integral pe uscat.

## Localizare
Centrul sitului Unteres Mittelrheingebiet este situat la coordonatele 50°22′08″N 7°17′15″E / 50.3689°N 7.2875°E.

## Înființare
Situl Unteres Mittelrheingebiet a fost declarat arie de protecție specială avifaunistică în ianuarie 2004 pentru a proteja 5 specii de animale.

## Biodiversitate
Situată în ecoregiunea continentală, aria protejată nu include niciun habitat protejat.
La baza desemnării sitului se află mai multe specii protejate de  păsări (5): buha (Bubo bubo), sfrâncioc roșiatic (Lanius collurio), ciocârlie de pădure (Lullula arborea), pietrar sur (Oenanthe oenanthe), lăstun de mal (Riparia riparia).